# Göteborgs varvshistoria

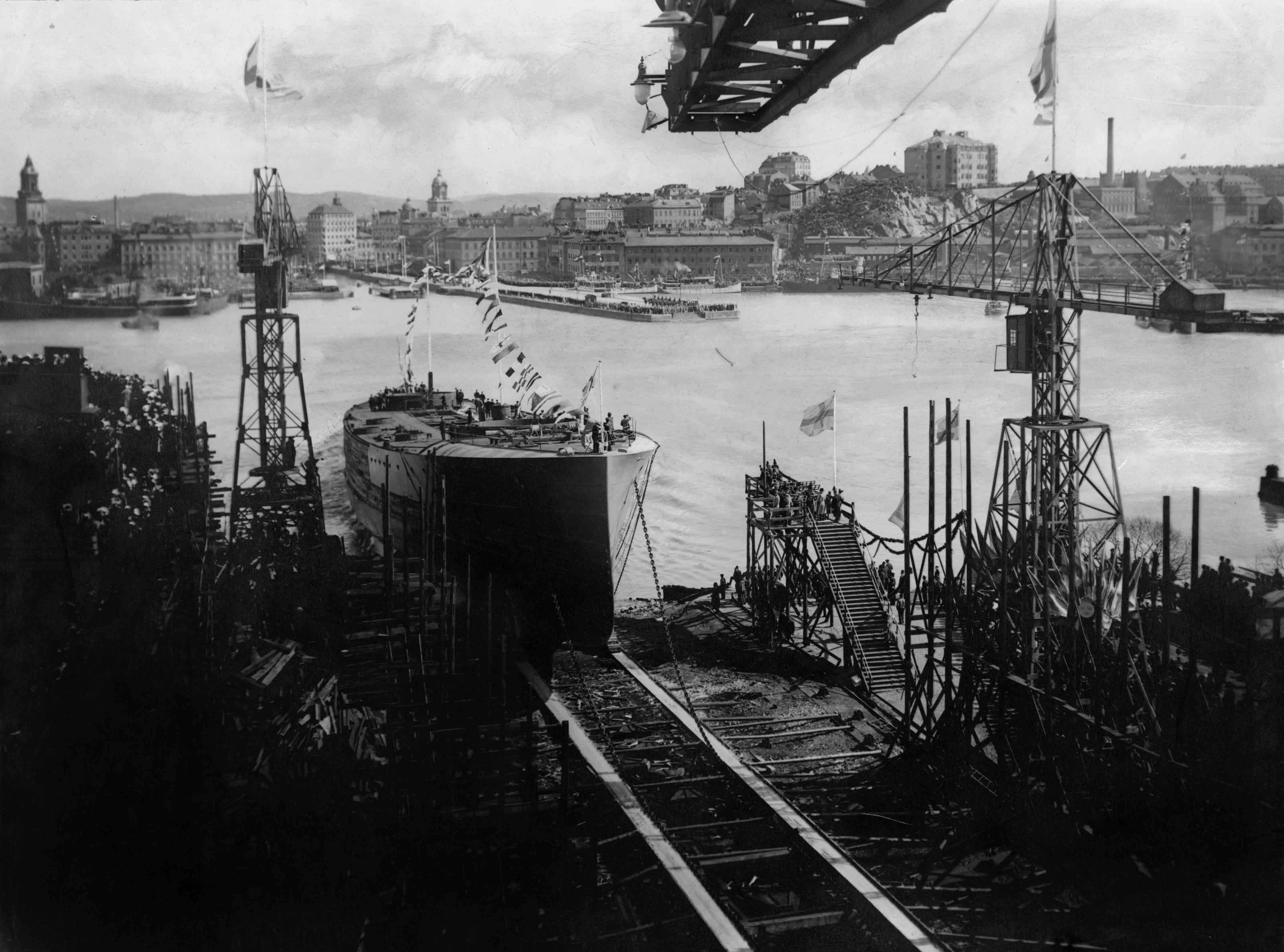
Sjösättning av HMS Sverige 1915. Denna sjösättning på Götaverken blev en viktig symbol för utvecklingen inom svensk varvsindustri vid tiden för första världskriget.

Göteborgs varvshistoria är äldre än staden själv och har anor tillbaka till 1500-talet. Det började med skeppsvarv för segelskutor utefter Göta Älvs södra strand och togs mot slutet av 1800-talet över av större varvsindustrier på Hisingesidan som blev några av de ekonomiskt mest lönsamma varven i världen under efterkrigstiden fram till varvskrisen på 1970–talet.

## Fram till 1800-talet
Staden Göteborg grundades 1621, men redan 1526 hade Gustav Vasa anlagt Älvsborgs skeppsgård på södra sidan av Göta älvs mynning på den plats där Klippan ligger idag. Innan dess hade skeppen i regionen byggts på Gamla Lödöse- och Nya Lödöse varv. På 1500-talet låg även ett skeppsvarv på dåvarande ön Lindholmen, vid foten av Slottsberget, som byggde fartyg för svenska örlogsflottan.
Under 1620-talet anlade holländaren Albrecht van Velden vid Stigberget ett varv som åren 1629–1639 kom att bygga flera skepp, som Västgöta Lejon, Jupiter, Götheborg, Götha Ark och Draken. Hösten 1654 beslöt Amiralitetskollegium att anlägga ett skeppsvarv för kronan i Göteborg, vilket förlades öster om Stigberget. År 1660, samma år som man bestämde att Älvsborgs slott skulle rivas och Nya Älvsborg skulle byggas, togs beslut om att anlägga ett nytt varv – Amiralitetsvarvet – senare kallat Gamla Varvet, vilket var en sorts sammanslagning av varvet öster om Stigberget och Älvsborgs skeppsgård. Det nya varvet stod färdigt 1662 och placerades väster om Stigberget, där älvens djup var mer fördelaktigt, på kronans mark vid Älvsborgs Kungsladugård.
I Under mitten av 1700-talet hade Ostindiska kompaniet stora framgångar, vilket medförde behov av en utökad varvsverksamhet i Göteborg. På 1740-talet grundades Vikens varv – senare också kallat Baggens varv – av köpmannen Peter Bagge och skeppsbyggaren Fredrik Henrik af Chapman. De köpte ett område strax söder om Amiralitetsvarvet där de placerade varvet som utförde reparationer men även bygga flera fartyg för Ostindiska kompaniet. Från 1752 arrenderade Bagge även Amiralitetsvarvet/Gamla varvet, ett arrende som gällde ända fram till 1767, och under dessa år drevs de båda varven som en enhet.

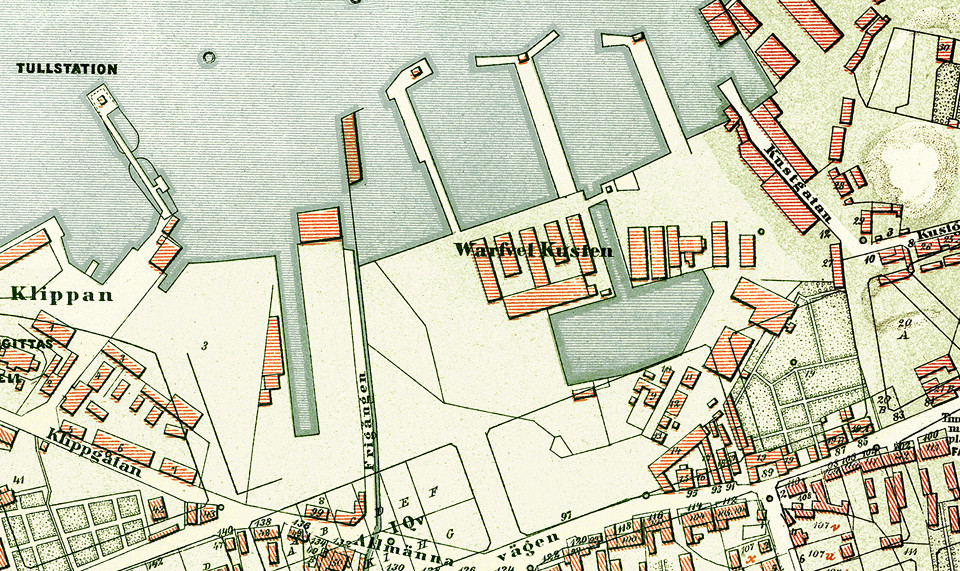
Varvet Kusten på karta, från 1888.

Petter Bagge junior disponerade ett område vid Majnabbe, med tomtbeteckningen Kronan, mellan Älvsborgs skeppsgård och Gamla Varvet. I slutet av 1770-talet flyttade han sitt varv från Herrholmen vid Marstrand till området. Det nya varvet fick namnet Varvet Kusten, även kallat Kustens varv. Bland varvets intressenter var betydande köpmän, som ägde egna skepp. Verksamheten utvecklades snabbt och fick mycket att göra, då varven Viken och Gamla Varvet, som låg längre upp i älven, inte hann med efterfrågan på fartyg.
Redan kring år 1700 hade ett område beläget vid mynningen av Göta älv tagits i anspråk av staten för att anlägga en örlogshamn där, i samband med utbrottet av stora nordiska kriget. År 1799 beslutade staten att rusta upp området som då kom att kallas Nya varvet, och 1803 överflyttades de militära fartygen dit.

## 1800-talet
På en offentlig auktion 1825 köptes området som bland annat kallades Gamla varvet av dykerikommissarien Ambrosius Landgren. Redan 1818 hade Landgren förvärvat varvet Viken efter kommerserådet Carl Bagges död. Efter en sammanslagning av de båda varven på nytt, benämndes hela området Gamla varvet. Arealen var då 6 839 kvadratfamnar.
När Ambrosius Landgren dog 1845 var hans son Adolf Fredrik endast 16 år, varför ansvaret tills vidare anförtroddes grosshandlare O.P. Dahlin. År 1856 övertog A. F. Landgren varvet och ledde det till sin död 1871, endast 42 år gammal. Landgren hade inga barn, så efter hans död övertog hans systerson George Douglas Kennedy ledningen, då 21 år gammal. 
År 1847 sjösatte Keillers Werkstad i Göteborg sin första båt, ångslupen Kare. Verkstaden hade grundats 1841 av skotten Alexander Keiller och låg från början på Göteborgssidan i området kring Otterhällan. 1868 flyttade verksamheten, som nu döps om till Göteborgs Mekaniska Verkstad, över till Hisingen.

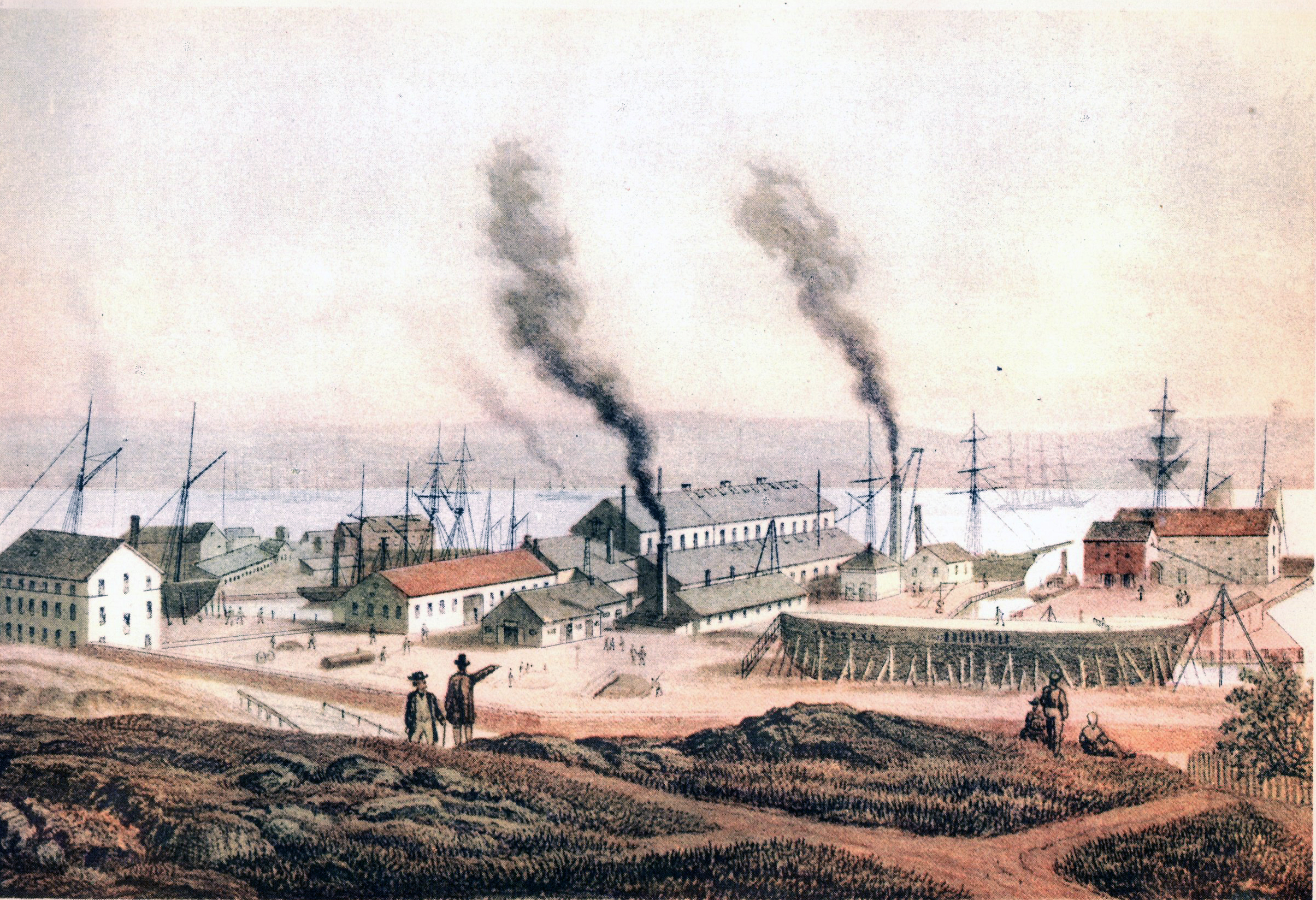
Illustration av Lindhomlmes varv 1875.

1844 grundas Lindholmens Mekaniska verkstad och 1853 Eriksbergs Mekaniska Verkstad som 1873-1874 sjösätte sina två första båtar, bogserbåtarna Aktiv och Erik samt den så kallade Bonnafröjda, en personfärja som gick mellan Färjenäs och Klippan.
1875 invigdes Lindholmen stora torrdocka som sprängts in i berget. Dockan var så pass stor att man där senare kunde bygga tankfartyg på upp till 3400 ton, men även isbrytare, minutläggare och bärgningsfartyg.
1884–1885 var det ekonomisk kris i Sverige vilket drabbade varvsindustrin. 850 av totalt 3200 anställda vid Göteborgsvarven avskedas.

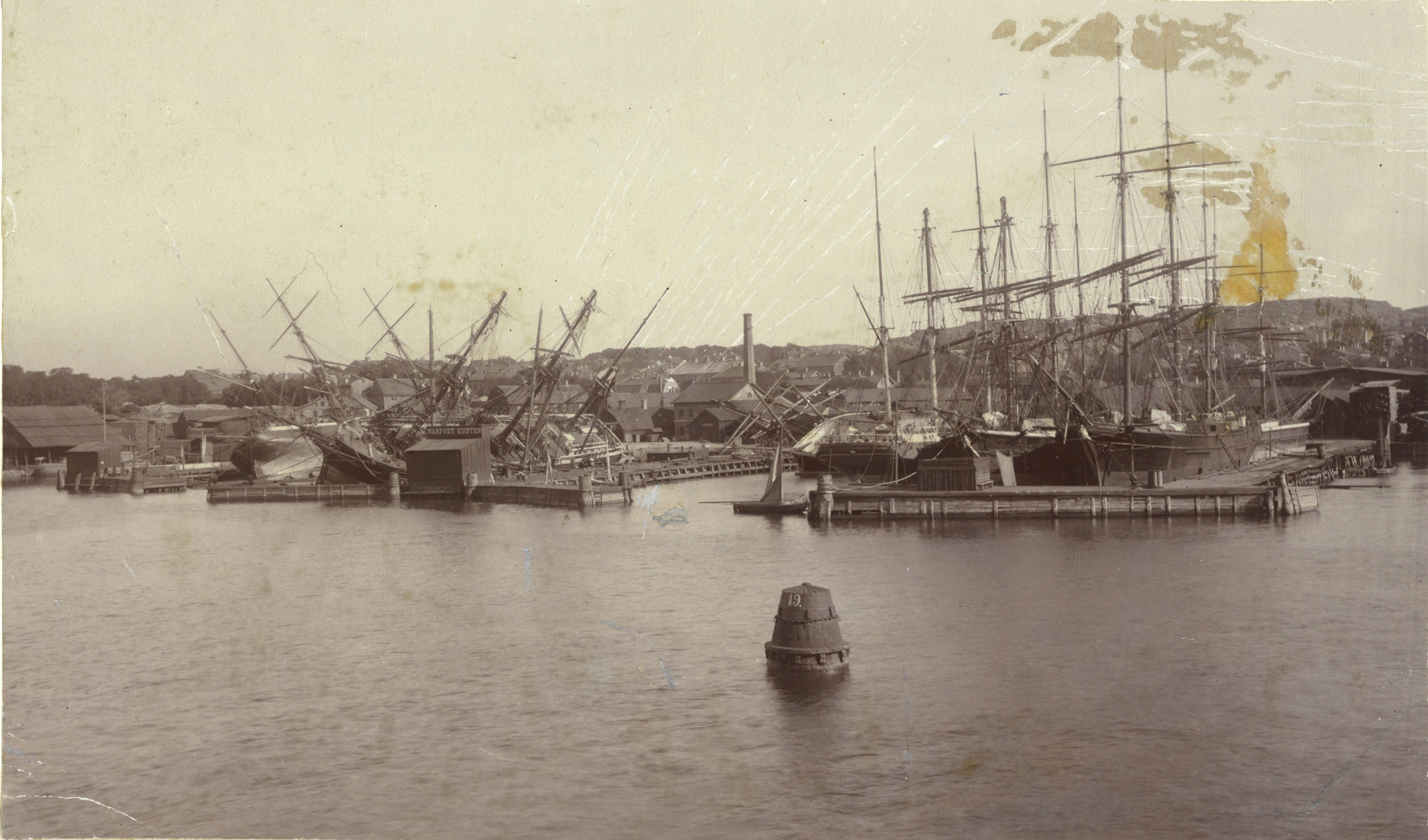
Kustens varv, i september 1890.

Under senare delen av 1800-talet avlöstes segelfartygen av ångfartyg. En ny typ av skeppsbyggarindustri växte fram med nya yrkesgrupper som plåtslagare och nitare. Konkurrensen från de modernare varven blev för stor för de mindre varven i Majorna varför verksamheten där minskade och till slut upphörde. Det sista segelfartyg som byggdes på Gamla varvet, var Sigyn som sjösattes den 15 juli 1887 och Kustens varv lades ned 1895.
1892 avskedades 1300 man på Lindholmens varv.
1898 brann Göteborgs Mekaniska Verkstad ned men anläggningen byggdes snabbt upp igen.

## 1900-talet

Arbete på stapelbädden vid Lindholmens varv, cirka 1910.

Vid sekelskiftet dominerades den globala skeppsbyggarmarknaden av Storbritannien. Fortfarande 1914 byggdes hälften av världens tonnage i landet, men när ångdriften övergick till dieselmotorer övertogs initiativet att bygga fartyg av västeuropeiska varv, däribland flera av Göteborgsvarven.
Det nya seklet inleddes i Göteborg med att det 1901 bildas verkstadsklubbar vid Götaverken och Lindholmen, och 1905 vid Eriksberg. 1902 köpte Göteborgs stad Gamla varvet, där man senare anlade Göteborgs sjöfartsmuseum.
1909 var det storstrejk vilket hade stor påverkan på varven i Göteborg eftersom många varvsarbetare tidigt hade organiserat sig fackligt.
Under första världskriget ökade efterfrågan på tonnage. Götaverken kom att specialisera sig på nyproduktion av större fartyg, som krigsfartyg. Götaverken intog nu platsen som Sveriges ledande skeppsvarv, en position som Lindholmen tidigare innehaft. Vid den här tiden gick man även från att handnita, till att använda tryckluftsdrivna nithammare.

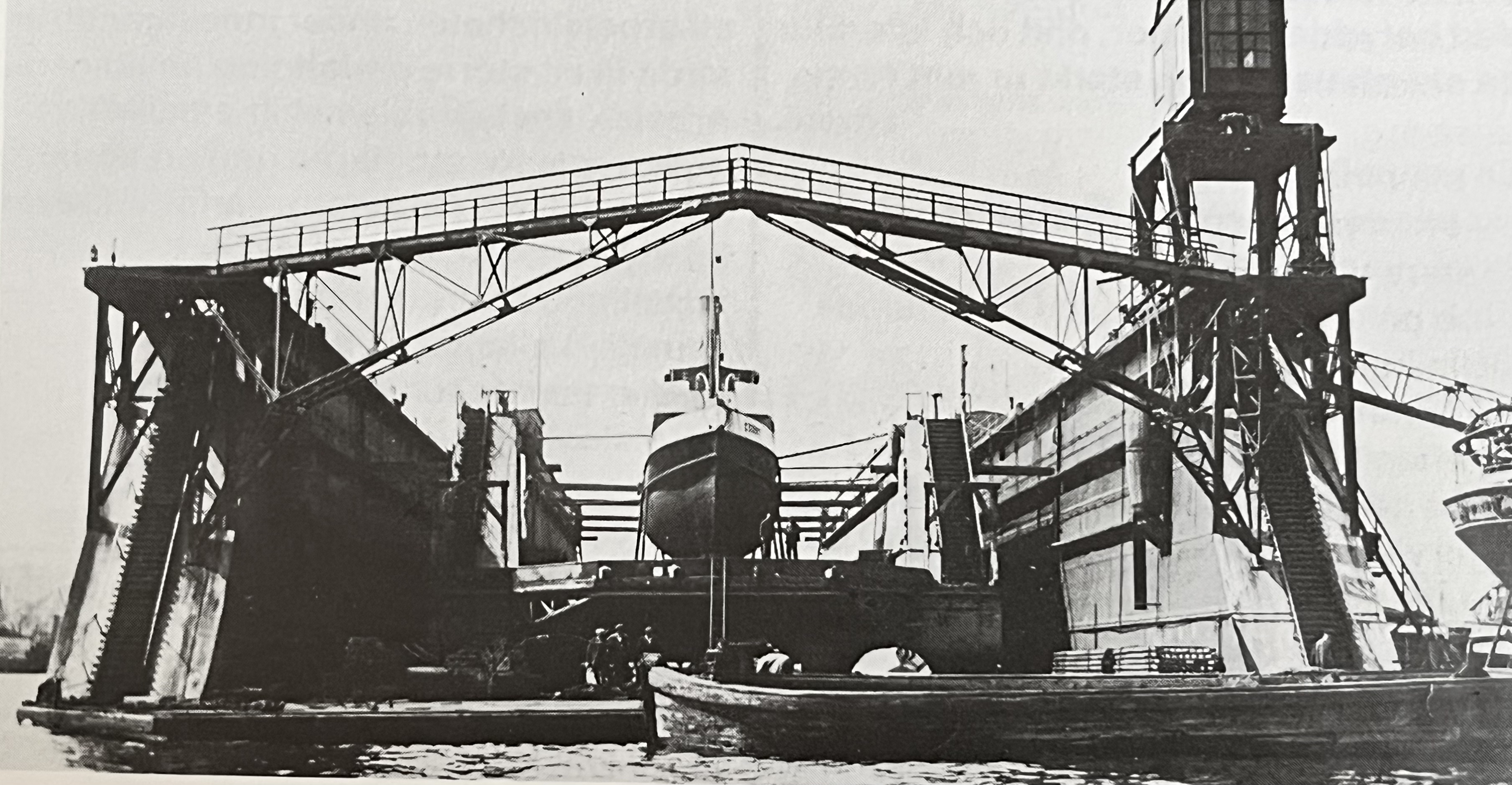
Götaverkens första flytdocka från 1917.

År 1915 sjösatte Götaverken Pansarbåten Sverige vilket var den första så kallade F-båten, vilket var ett stort prestigeprojekt för varvet. Samma år köpte Broström Eriksberg och året därpå aktiemajoriteten i Götaverken. Samma år byggde Götaverket sitt första tankfartyg – Hamlet – på 5000 ton, och två år senare stod deras första flytdocka färdig.

Sjösättning av Färja II vid Eriksbergs varv, i november 1923.

1922 var det åter varvskris och arbetslöshetssiffrorna i Göteborg uppgick till 4000 personer och 1929 inträffade börskraschen vilket inledde en längre period av depression, med arbetslöshet och social oro som följd. 
Men trots detta var det under mellankrigstiden generellt en kraftig tillväxt för varven Göteborg. Kring mitten av 1920-talet hade Götaverken och Eriksberg specialiserat sig på tankfartyg, främst för export till Norge. Götaverken, som var störst, konstruerade och byggde egna dieselmotorer. Den billiga oljan var den viktigaste drivkraften, både för driften av dieselmotorerna men framförallt som transportobjekt.
1933 köptes Lindholmens Mekaniska Verkstad av Johnsonkoncernen.

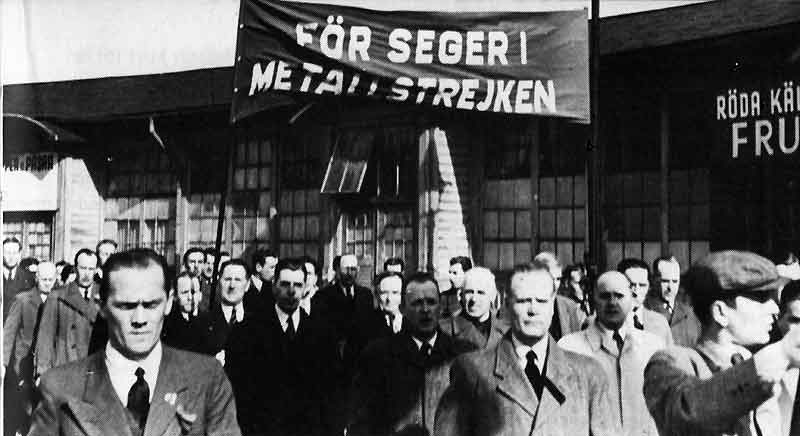
Metallstrejken 1945. Demonstrationen i Göteborg den 8 april med över 8 000 deltagare anländer till Kungstorget.

1940 köpte Götaverken Öresundsvarvet i Landskrona. Under andra världskriget ökade behovet av tonnage akut vilkt resulterade i högkojunktur för varven. De göteborgska storvarven växte nu ännu mer och var vid krigsslutet storföretag, även i en internationell jämförelse. 1945 utbröt den stora metallstrejken 5 februari till 2 juli, med cirka 126000 strejkande metallarbetare. Samtidigt genomgick den globala oljehandel en explosionsartad utveckling, vilket kraftigt ökade efterfrågan på tonnage. Detta i sin tur ledde till arbetskraftsinvandring till Göteborg och 1947 arbetade det 373 utländska arbetare på Göteborgs varv, främst från Estland.
1950-talet var rekordår för Sveriges varvsindustri, som då bar den mest lönsamma branschen inom svensk ekonomi. 1945 hade det nyproducerats 225 000 ton per år i Göteborg. 1960 var den siffran 540000 ton per år. 
Mot slutet av 1950-talet mattas konjunkturen. Eriksberg avskedar cirka 400 arbetare och arbetslösheten ökar i Sverige från 30 000 till 73 000.

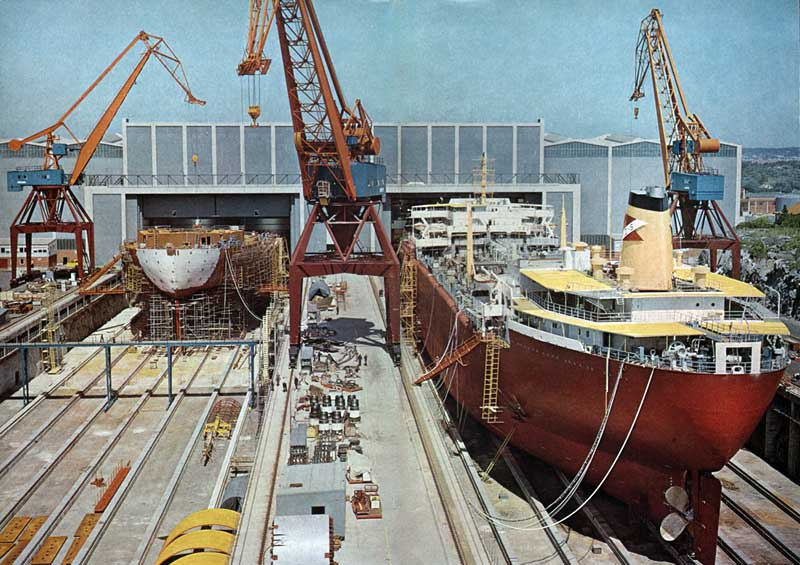
Arendalsvarvet 1965, två år efter att det stod färdigt.

Men varven gick fortfarande bra. 1962 svarade svenska varv för en betydande del av världens årliga nybyggda skeppstonnage och exporten uppgick till närmare 1 miljard kronor.
Under andra världskriget hade man gått över till att använda elsvets istället för nithammare på varven i Göteborg. Detta innebar en förenkling vilket gjorde det billigare att foga samman delar. I början av 1950-talet började man att bygga fartygen i sektioner, istället för att foga samman plåt för plåt på stapelbädden. Olika sektioner kunde nu byggas parallellt och sedan lyftas på plats med kranar och svetsas ihop. Utifrån dessa nya tekniker anlades ett nytt varv. 1963 invigdes Arendalsvarvet där fartygen kunde byggas inomhus i stora hallar och sedan, när de olika sektionerna blev färdiga, tryckas ut ur hallen med stora domkrafter. Arendalsvarvet skapades för att kunna bygga långa serier av stora tankers för att möta den globala konkurrensen, främst ifrån Japan, som snabbt seglat upp som den främsta varvsnationen.
1965 anställdes den första kvinnliga svetsaren på Eriksberg. Året därpå utgjordes arbetarstaben på Götaverken och Arendal av 29 olika nationaliteter.
I och med att Suezkanalen stängdes 1967 så ökade efterfrågan kraftig på mycket stora tankfartyg och 1969 sjösattes den första 200 000-tonnaren i Sverige på Arendalsvarvet. Hösten samma år sålde Johnsonkoncernen Lindholmens verk till familjen Broström.
1973 sålde Eriksberg sin reparationsverksamhet till Götaverken och blev därmed ett rent nybyggnadsverk. Året innebar nya rekordsiffror för svensk varvsindustri med 59 sjösatta fartyg och 60 levererade fartyg om 4,5 miljoner dödviktston. Omsättning uppgick till 4 miljarder kronor. Trots oljekrisen planerade storvarven i Göteborg att bygga ett nytt varv för skrov, och mellan 1968-1976 byggde Eriksberg 21 stycken supertankers på 130 000 ton. Men krisen kom ändå ikapp de göteborgska varven och i början av 1970-talet var Varvskrisen ett faktum i Göteborg.

## Varvskrisen och nedläggningarna

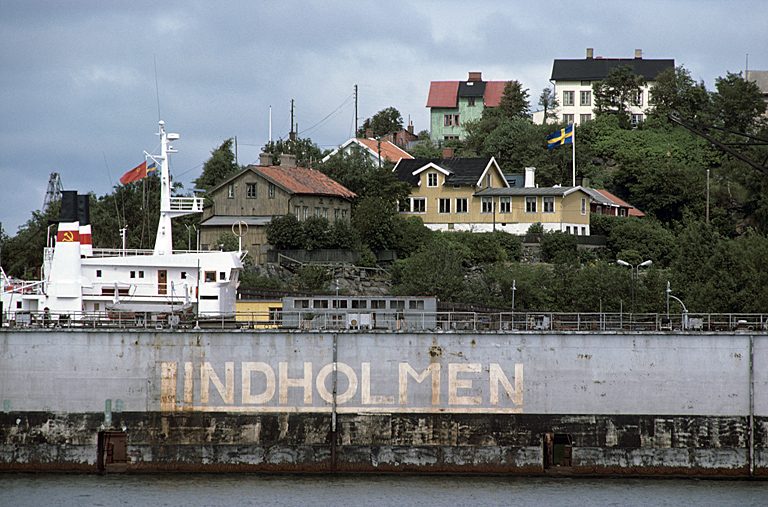
Lindholmens flytdocka 1977, ett år efter att varvet lagts ned.

Den växande konkurrensen från främst Japan ledde till att många industrinationers stater på 1950-talet började subventionera sina varv, men inte Sverige. Varvsindustrin i Storbritannien kollapsade och 1961 lades varven i Kiel och Hamburg ned. År 1958 stod Uddevallavarvet inför en akut ekonomisk kris, vilket innebar att staten gick in 1961 som delägare. 1963 kom den svenska socialdemokratiska regeringen och Eriksberg överens om en gemensam drift av Uddevallavarvet.

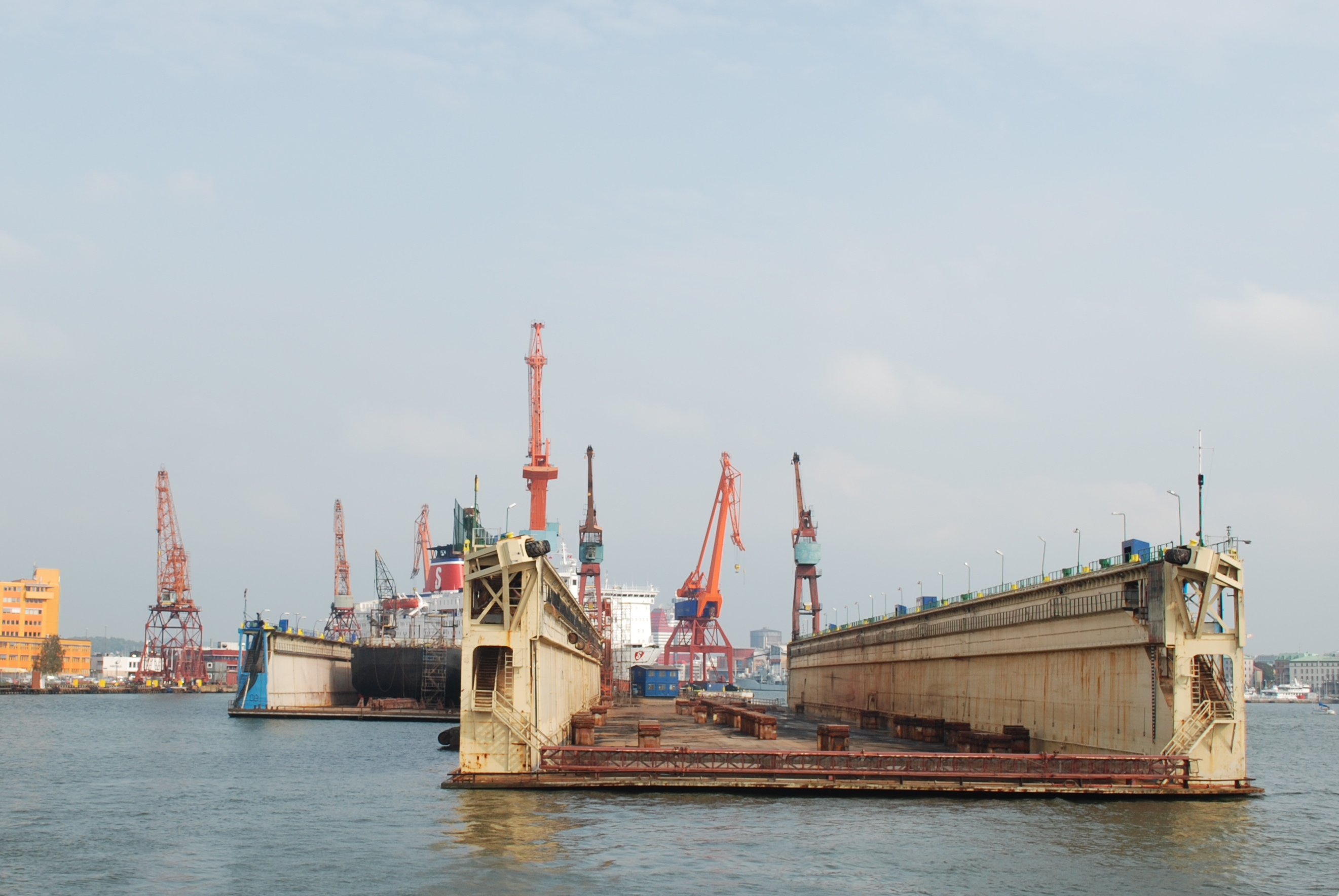
Flytdockor vid Götaverken, 2010. Reparationsvarvet var ett av få större varv i Sverige som överlevde varvskrisen. Först gick det under namnet Cityvarvet men efter år 2000 Damen Shiprepair Götaverken.

Från 1 januari 1970 ingick Lindholmens varv som en division inom Eriksberg med beteckningen EMV-L. Senare samma år löste staten in Eriksbergs aktier i Uddevallavarvet och blev ensam ägare. 1971 är Götaverken närmast konkursmässigt. Men staten och Salénrederierna gick in och gjorde en rekonstruktion och beställningarna tog åter fart 1972-1973. Men då nybyggnadskontrakten vanligtvis slöts i US-dollar så gjorde varven stora valutaförluster när dollarkursen störtdök i och med oljekrisen 1973. Mellan 1970-1978 förlorade Göteborgsvarven mer än 4 miljarder kronor. Samtidigt steg oljepriset varför importen av olja minskade, vilket i sin tur ledde till ett överskott av oljetankers så att det inte längre var lönsamt att ha dem i drift. Eftersom Göteborgsvarven vid den här tiden mer eller mindre var helt specialiserade på nybyggen av stora tankfartyg drabbades stadens varv akut. Resultatet blev att Lindholmen lades ned 1976 och Eriksberg 1979.

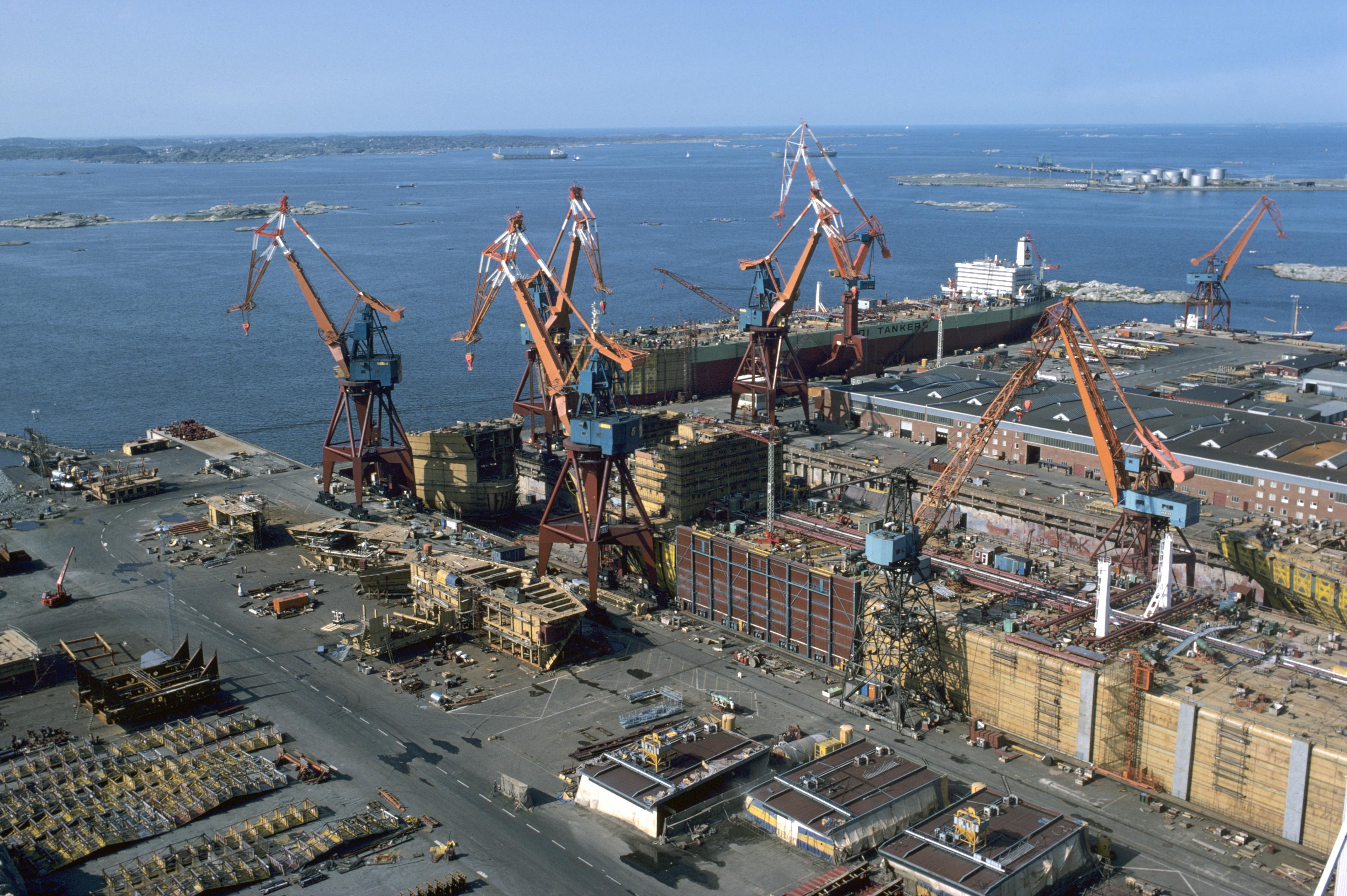
Arendalsvarvet överlevde varvskrisen genom att lägga om produktionen till oljeborrplattformar. Fotografi från 1977.

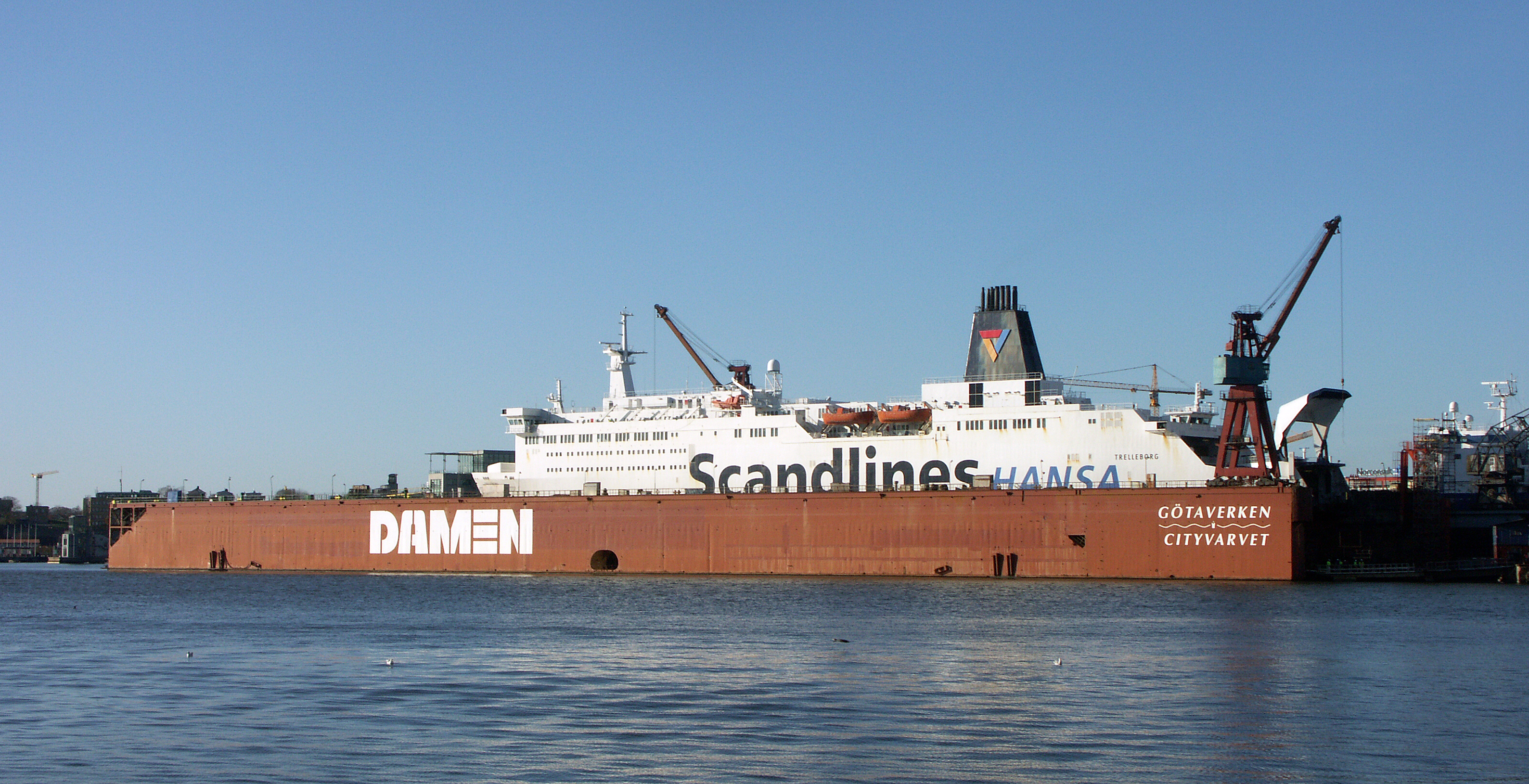
Götaverkens gamla torrdock på 2000-talet.

Arendalsvarvet, tillsammans med Götaverken, Uddevallavarvet och Karlskronavarvet blev 22 juni 1977 dotterbolag i statliga Svenska Varv AB. Arendalsvarvet gick efter en tid över till att bygga oljeborrplattformar, medan Götaverken blev ett renodlat reparationsvarv. 8000 jobb gick förlorade på Göteborgsvarven och mellan åren 1976-1979 uppgick det statliga subventionerna till svensk varvsindustri till 12 miljarder kronor.
År 1989 beslöt ägaren svenska staten att lägga ner verksamheten vid Arendal. Det sista fartyget, isbrytaren Oden, levererades samma år. 

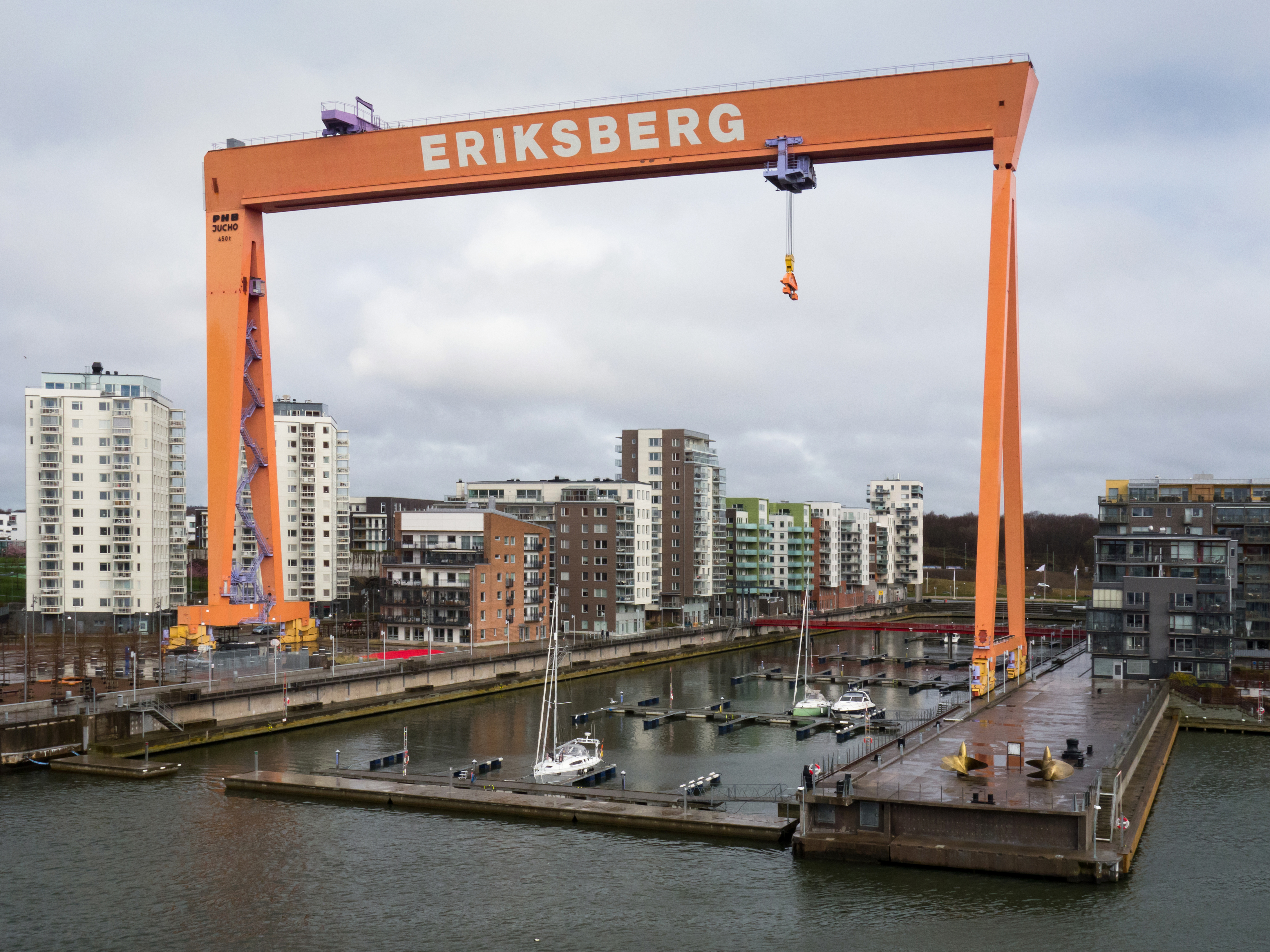
Eriksbergs bockkran och torrdocka.

Delar av Götaverkens verksamhet återetablerades 1993 under namnet Cityvarvet, och från 2000 Damen Shiprepair Götaverken. Reparationsvarvet lades ned 2015. Flytdockan låg kvar i flera år men 2020 hade den bogserats till Nederländerna för att skrotas.
Två av de tydligaste monumenten över Göteborgs varvshistoria är idag Eriksbergs bockkran, som numera är byggnadsminne, tillsammans med torrdockan på Eriksberg. Bockkranen stod klar 1969, hade en lyftkapacitet på 450 ton och användes för montering av fartyg på uppemot 500 000 ton.